# Минирование

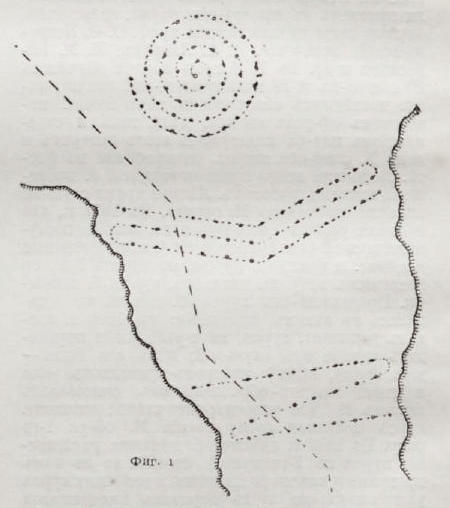
Схема установки (минирования) флотских минных заграждений, иллюстрация к статье «Минные заграждения» № 1, Военная энциклопедия Сытина, Санкт-Петербург, 1911 — 1915 годов.

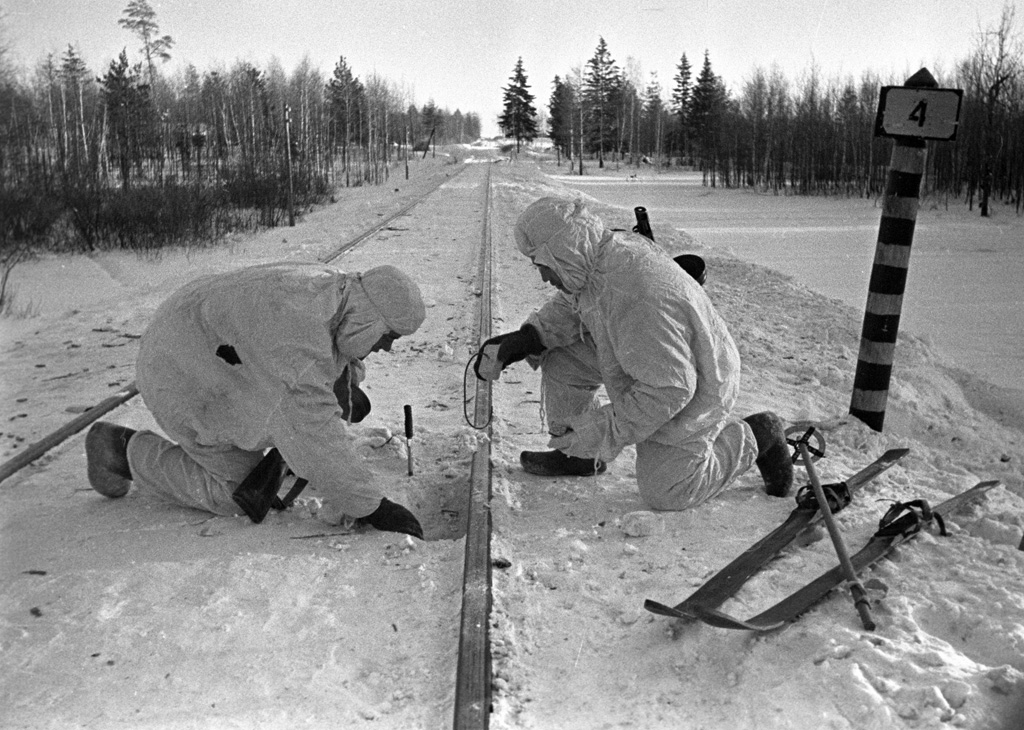
Военнослужащие РККА минируют железнодорожные пути под Москвой, 1941 год.

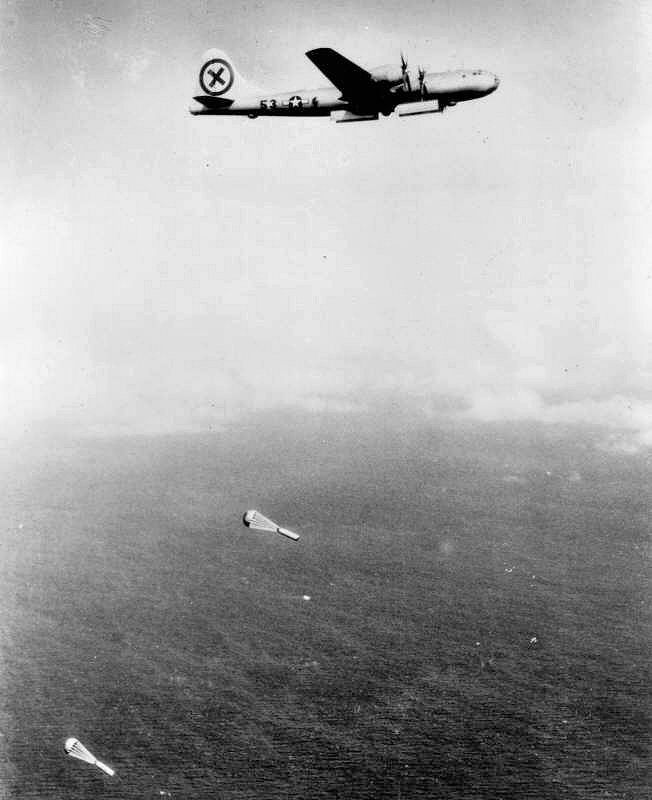
Б-29 сбрасывает морские мины над японскими водами, 1 января 1944 года.

Минирование — процесс постановки мин (также создание минных полей, установление групп мин), в целях нанесения противнику потерь, затруднения его маневрирования, составная часть минного дела.
Также минирование осуществляется в целях совершения террористического акта, диверсии, для устранения и  запугивания руководства и населения государств и стран (краёв, регионов), также минирование применяется в мирных целях при строительстве и добыче материалов (взрывная работа).

## История
В мирное время и во время военных (боевых) действий минирование производится подготовленными отдельными военнослужащими (формированиями) специальных войск и сил, вручную или с помощью боевых припасов и технических средств (инженерных (сапёрных) машин и механизмов), также минирование осуществляется в целях совершения террора мирного населения и правительства государств и стран (краёв, регионов), различными людьми, политическими партиями и государствами.

## Виды и типы
Минирование, различными специалистами разделяют на следующие виды и типы:
- по средам[1]:
  - на суше;[1]
    - территории[1];
    - техники, зданий и сооружений[1][3].

  - на воде[1]:
    - территории;
    - техники, зданий и сооружений.
- по густоте:
  - одиночное;
  - сплошное (минное заграждение).
- по способам:
  - в ручную;
  - средствами механизации:
    - сухопутными;
    - водными (надводными (минный катер, минный заградитель) и подводными (подводная лодка));
    - воздушными.

### На суше
До XX века минирование производилось при осаде крепостей. Осаждающие осуществляли подкоп под стены крепости или бастиона, закладывали пороховую мину и взрывали её. Для этого требовали опытные офицеры-минёры, которые могли подвести мину точно под стену и правильно рассчитать заряд. Это было сложным делом. Известен случай, когда при осаде крепости Азов войсками Петра I попытка неопытных минёров разрушить стену с помощью мины привела к тому, что стена осталась целой, но было убито несколько десятков солдат осадных войск.
В XX веке стали использоваться минные поля для защиты своих войск от противника. Они могут устанавливаться вручную, с использованием средств механизации или дистанционно.
Минирование с использованием средств механизации производится установкой минных полей с использованием прицепных (таких как ПМЗ-4), гусеничных, универсальных, бронированных (таких как «Ветер-Г») минных заградителей.
Дистанционно минные поля устанавливаются с использованием переносных комплектов минирования, а также авиационных, ракетных, артиллерийских систем минирования.

#### Известные операции
Ниже представлены некоторые операции:
- Минирование Киева[6] и Харькова[7][8] отступающими советским войсками в Великой Отечественной войне (1941 год).

### На море
Минирование водных преград и прибрежной полосы моря на небольших глубинах производится противодесантными минами. Минирование на больших глубинах может выполняться с надводного или подводного корабля (минного заградителя), самолёта, вертолёта.

#### Известные операции
Ниже представлены некоторые операции:
- Операция «Голод» — операция минирования портов Японии (апрель 1945 года);
- Операция «Карманные деньги» — операция минирования портов Северного Вьетнама (1972 год).